# Ardisia zakii
Espèce
Synonymes
- Ardisia zakii Pipoly[2]
- Geissanthus zakii (Pipoly) Ricketson & Pipoly[3]

Statut de conservation UICN

 VU D2 : Vulnérable
Ardisia zakii est une espèce de plantes à fleurs de la famille des Primulaceae.

## Publication originale
- Sida 17(2): 449. 1996.